# Westenfeld (Sundern)
Westenfeld ist ein Ortsteil der Stadt Sundern (Sauerland) im nordrhein-westfälischen Hochsauerlandkreis. Der Ort liegt am Nordrand des Naturparks Sauerland-Rothaargebirge. Hier leben 1039 Menschen (Stand: 2009).
Sehenswert ist der „Walderlebnispfad Westenfeld“. Er weist 12 Stationen auf 2,3 km Länge auf und wurde am 21. September 2002 eingeweiht.

## Geschichte
Erstmals urkundlich erwähnt wurde Westenfeld im Güterverzeichnis des Grafen Wilhelm von Arnsberg im Jahr 1313. Wie die ganze Grafschaft Arnsberg kam Westenfeld 1368 an das kölnische Herzogtum Westfalen. Eine erste Kapelle wurde 1490 erbaut. Gegen Ende des alten Reiches hatte der Ort 177 Einwohner. 
Nach dem Beginn der preußischen Herrschaft wurde der Ort 1817 Teil des neuen Kreises Arnsberg. Westenfeld gehörte zum Amt Freienohl. Der örtliche Schützenverein gründete sich 1835. Seit 1864 war Westenfeld eine eigenständige Gemeinde. Um 1870 wurde im Ort eine Papiermühle betrieben. 
Der Ort wurde 1911 elektrifiziert und seit 1919 gab es eine Volksschule. Seit 1923 bestand eine Pfarrvikarie. In den 1920er und 1930er Jahren wurden verschiedene Vereine und Verbände gegründet. Seit 1929 wurden Wasserleitungen angelegt. Die Zahl der Einwohner betrug 1939 574 Personen. Zum Gedenken für die Gefallenen des Zweiten Weltkrieges wurde eine Gedächtniskapelle gebaut. 

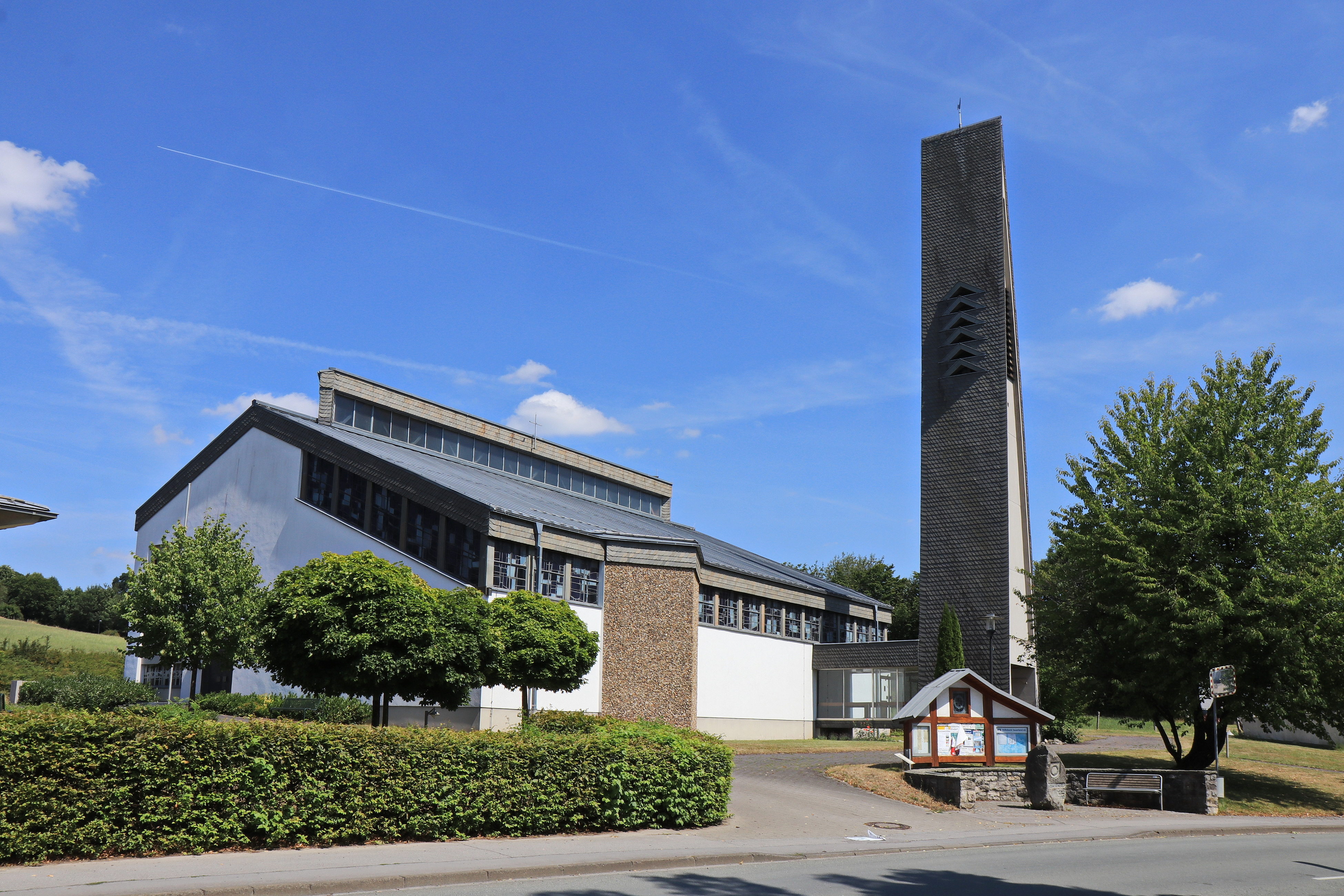
Katholische Kirche St. Agatha

Im Jahr 1946 lebten 562 Personen in Westenfeld. Davon waren 75 Evakuierte und 41 Vertriebene. Die Zugehörigkeit Westenfelds wechselte 1952 vom Amt Freienohl zum Amt Sundern. Eine neue Schule wurde 1955 gebaut. Die Zahl der Einwohner erhöhte sich bis 1966 auf 1000 Personen. 
Der Kalk-Steinbruch Westenfeld besteht seit 1964.
Eine neue Kirche wurde 1970 eingeweiht. Die alte Kirche wurde zu einem Wohnhaus umgebaut. Im selben Jahr wurde auch eine Schützenhalle errichtet. Zur dörflichen Infrastruktur kam 1974 ein Kindergarten hinzu.      
Am 1. Januar 1975 kam Westenfeld aufgrund § 6 Sauerland/Paderborn-Gesetz zur Stadt Sundern. Ein Ortsring der Vereine und Verbände am Ort entstand 1979. In den 1980er und 1990er Jahren wurden Industrie- und Wohngebiet erweitert. Ein neues Pfarrheim entstand 1996. Ein Heimatverein gründete sich 2003.

## Politik

### Wappen
| Wappen der ehemaligen Gemeinde Westenfeld | Blasonierung: In Blau je drei paarweise durch schwarze Kreuzchen abgesetzte, zum Kranz gestellte silberne Ähren und Eichenblätter. Beschreibung: Ähren und Eichenblätter stehen für die wichtigsten Erwerbszweige im Ort, für Land- und Forstwirtschaft. Die kleinen schwarzen Kreuze sollen die frühere Zugehörigkeit zu Kurköln darstellen. Die Farben Blau und Silber sind den Farben der früheren Landesherren, der Grafen von Arnsberg, entnommen. Die amtliche Genehmigung des Wappens erfolgte am 21. April 1961. |

## Verkehr
Die nächste Anschlussstelle ist Arnsberg-Altstadt an der A 46.